# Gang
Gang (tiếng Anh: cast iron) là một nhóm vật liệu hợp kim sắt–carbon có hàm lượng carbon lớn hơn 2,14%. Tính hữu dụng của gang nhờ vào nhiệt độ nóng chảy tương đối thấp của nó. Thành phần cấu tử trong hợp kim ảnh hưởng đến màu sắc của gang khi bị gãy: gang trắng có tạp chất carbide cho phép các vết nứt đi thẳng; gang xám có các mảnh graphit làm lệch vết nứt và tạo ra vô số vết nứt mới khi vật liệu bị vỡ; và gang cầu có các "nốt" graphit hình cầu, giúp ngăn cản việc đứt gãy tiếp tục.
Thành phần hóa học của gang bao gồm chủ yếu là: sắt (hơn 95% theo trọng lượng), các nguyên tố hợp kim chính là carbon (2,14 đến 4%) và silic (1 đến 3%), ngoài ra có thêm các nguyên tố phụ như phosphor, lưu huỳnh, mangan...
Gang có đặc tính giòn, ngoại trừ gang dẻo. Với điểm nóng chảy tương đối thấp, độ chảy loãng cao, tính đúc tốt, khả năng chịu nén và chống mài mòn tốt, gang đã trở thành vật liệu kỹ thuật với nhiều ứng dụng và được sử dụng trong đường ống, máy móc và các bộ phận công nghiệp ô tô, như xi lanh đầu, khối xi lanh và hộp số. Gang có khả năng chống oxy hóa.
Những cổ vật bằng gang sớm nhất có niên đại từ thế kỷ thứ 5 trước Công nguyên và được các nhà khảo cổ học phát hiện tại vùng đất ngày nay là Giang Tô ở Trung Quốc. Gang được sử dụng ở Trung Quốc cổ đại cho chiến tranh, nông nghiệp và kiến trúc. Trong thế kỷ 15, gang đã được sử dụng để sản xuất súng đại bác ở Burgundy (Pháp) và ở Anh vào thời Cải cách. Số lượng gang được sử dụng cho pháo yêu cầu sản xuất quy mô lớn. Cây cầu bằng gang đầu tiên được xây dựng vào những năm 1770 bởi Abraham Darby III, mang tên Cầu Sắt (The Iron Bridge) ở Shropshire, Anh. Gang cũng được sử dụng trong việc xây dựng các tòa nhà.

## Từ nguyên
Từ gang bắt nguồn từ từ tiếng Hán thượng cổ 鋼 (có nghĩa là gang, thép). Chữ Hán 鋼 có âm Hán Việt là cương. William H. Baxter và Laurent Sagart phục nguyên âm tiếng Hán thượng cổ của từ 鋼 là /*C.kˤaŋ/. Từ tiếng Hán thượng cổ 鋼 bắt nguồn từ từ 剛 (âm Hán Việt: cương, có nghĩa là cứng). Baxter và Sagart phục nguyên âm tiếng Hán thượng cổ của từ 剛 là /*kˤaŋ/.

## Thành phần hóa học
Theo giản đồ trạng thái Fe-C, gang là hợp kim của sắt-carbon với lượng carbon lớn hơn 2,14%. Thành phần hóa học của gang bao gồm chủ yếu là: sắt (hơn 95% theo trọng lượng), và các nguyên tố hợp kim chính là carbon và silic. Hàm lượng của carbon trong gang nằm trong khoảng từ 2,14% và có thể lên đến 6,67% trọng lượng. Một phần đáng kể silic (1-3%) trong gang tạo thành tổ hợp hợp kim Fe-C-Si.

## Phân loại
Theo tổ chức tế vi (microstructure), có thể phân chia gang thành hai nhóm chính: gang trắng và gang graphit.
Gang trắng (white cast iron) là loại gang có tổ chức tế vi tương ứng với giản đồ pha Fe-C, toàn bộ carbon của nó nằm dưới dạng liên kết hóa học với sắt trong tổ chức cementit Fe3C. Vì vậy, gang trắng luôn chứa hỗn hợp cùng tinh Ledeburit (Ledeburite). Về mặt tổ chức tế vi, gang trắng chia làm ba loại: Gang trắng trước cùng tinh (%C ≤ 4,3%), cùng tinh (%C = 4,3%), và sau cùng tinh (%C ≥ 4,3%).  Mặt gãy của nó có màu sáng trắng đó là màu của cementit.
Gang graphit là các loại gang mà phần lớn carbon nằm dưới dạng tự do (graphit) với hình dạng khác nhau: tấm, cầu, cụm. Gang graphit có rất ít hoặc không có tổ chức cementit Fe3C. Do vậy, mặt gãy của gang graphit có màu xám (màu của graphit). Tổ chức graphit phân bố trên nền kim loại ferrit, ferrit-peclit, và peclit.  Tuỳ thuộc hình dáng của graphit người ta chia ra các loại: 
- Gang xám (gray cast iron): Graphit dạng tấm.[11]
- Gang cầu (ductile iron): Graphit dạng cầu là dạng được cầu hóa khi đúc.[12]
- Gang dẻo (malleable iron): Graphit dạng cụm bông, đã được ủ "graphit hóa" từ gang trắng.[13]
- Gang xám biến trắng (flame-hardened gray iron): Bản chất là gang xám nhưng có bề mặt được làm nguội nhanh khi đúc trong khuôn, nên bề mặt sẽ biến thành gang trắng.
- Gang graphit ngắn (compacted graphite iron, còn gọi là gang CGI, GJV, CV)[d]: Tinh thể graphit ngắn và dày hơn so với trong gang xám.[14][15] Gang graphit ngắn còn được gọi là 'gang graphit thiêu kết' (sintered graphite) do các hạt hợp kim gang được ép vào khuôn ở áp suất cao và nung ở nhiệt độ cao để các hạt graphit liên kết lại với nhau.[16]

## Ảnh hưởng của các nguyên tố

Giản đồ pha sắt-carbon (Fe-C)

Tính chất của gang được thay đổi bằng cách thêm các nguyên tố cấu tử hợp kim khác. Ngoài carbon, silic (Si) là hợp kim quan trọng nhất vì nó đẩy carbon ra khỏi dung dịch rắn. Tỉ lệ silic thấp giúp cho phép carbon tồn tại trong dung dịch hợp kim, tạo thành cementit để sản xuất gang trắng. Tỉ lệ silic cao sẽ đẩy carbon ra khỏi dung dịch, tạo thành graphit tự do và từ đó tạo ra gang graphit như gang xám.
Tùy vào tính tương tác với carbon, có thể chia các nguyên tố hợp kim thành hai nhóm: nhóm graphit-hóa và nhóm cementit-hóa. Nhóm nguyên tố graphit hóa, bao gồm silic, nhôm, niken, đồng..., làm phá cấu trúc cementit, tách carbon khỏi dung dịch rắn hợp kim, và tạo tinh thể graphit. Còn nhóm nguyên tố cementit hóa, bao gồm mangan, crom, molypden, wolfram, titan và vanadi, không tương thích với silic, giúp hỗ trợ giữ carbon trong dung dịch và tạo cấu trúc cementit.
Phosphor (P) và lưu huỳnh (S) là hai nguyên tố có sẵn dưới dạng tạp chất trong quặng sắt hoặc gang thô (pig iron). Phosphor (P) tăng tính chảy loãng cho gang. Trong cấu trúc gang xám, phosphor hình thành pha phosphide độ nóng chảy thấp, thường được gọi là steadite. Ở nồng độ cao hơn, phosphor sẽ thúc đẩy tính rỗng co ngót. Lưu huỳnh (S), phần lớn từ tạp chất, tạo thành sulfide sắt (FeS), ngăn chặn sự graphit hóa và tăng độ cứng. Nồng độ tối ưu của lưu huỳnh được kiểm soát trong khoảng 0,05 đến 0,12% khối lượng.
Tuy nhiên, lưu huỳnh gây ra vấn đề khi làm dung dịch gang nóng chảy trở nên sệt hơn, gây ra lỗi trong sản phẩm cuối cùng. Để chống lại tác dụng của lưu huỳnh, mangan (Mn) được thêm vào vì hai nguyên tố này sẽ kết hợp tạo thành mangan sulfide (MnS) thay vì sắt sulfide (FeS). Sắt sulfide vốn chỉ hình thành ở biên cấu trúc, trong khi mangan sulfide sẽ phân tán đều trong cấu trúc gang. Lượng mangan cần thiết để trung hòa lưu huỳnh bằng 1,7 × hàm lượng lưu huỳnh + 0,3% [Công thức: %Mn = 1,7(%S) + 0,3%]. Nếu lượng mangan quá nhiều, sẽ tạo thành mangan carbide (MnC), làm tăng độ cứng và sự làm nguội nhanh, với ngoại lệ là gang xám, vì gang xám với hàm lượng mangan 1% giúp tăng độ bền và khối lượng riêng.
Niken (Ni) và đồng (Cu) giúp tăng độ bền và tính gia công, nhưng không làm thay đổi lượng graphit hình thành. carbon ở dạng graphit tạo ra một loại hợp kim sắt mềm hơn, giảm độ co ngót, giảm độ bền và giảm khối lượng riêng. Niken là một trong những nguyên tố hợp kim phổ biến nhất trong công nghệ sản xuất gang vì nó tinh chỉnh cấu trúc peclit và graphit, cải thiện độ cứng. Crom (Cr) được thêm vào với số lượng nhỏ để giảm graphit tự do, làm nguội nhanh và vì đây là chất ổn định cementit mạnh. Một lượng nhỏ thiếc (Sn) có thể được thêm vào để thay thế cho 0,5% crom. Đồng (Cu) được thêm vào trong gàu múc hoặc trong lò, với mức 0,5 - 2,5%, để giảm độ lạnh, tinh chế graphit và tăng tính chảy loãng. Molypden (Mo) được thêm vào theo thứ tự 0,3 - 1% để tăng độ lạnh và tinh chỉnh cấu trúc peclit và graphit; nó thường được thêm vào cùng với niken, đồng và crôm để tạo thành gang có độ bền cao. Titan (Ti) được thêm vào như một chất khử oxy trong hợp kim, đồng thời cũng làm tăng tính chảy loãng. Vanadi (V), nồng độ từ 0,15 đến 0,5%, được thêm vào gang để ổn định cementit, tăng độ cứng, tăng khả năng chịu mài mòn và chịu nhiệt. Zirconi (Zr), nồng độ từ 0,1 đến 0,3%, giúp graphit hóa, khử oxy trong hợp kim, và tăng tính chảy loãng.
Trong dung dịch gang dẻo khi nung nóng chảy, bismuth (Bi) được thêm vào, hàm lượng 0.002 – 0.01%, để tăng lượng silic có thể được thêm vào. Trong gang trắng, boron (Bo) được thêm vào để hỗ trợ việc sản xuất gang dẻo; nó cũng làm giảm hiệu ứng thô của bismuth.

## Cơ tính
Gang nói chung có cơ tính thấp hơn thép. Gang trắng có độ bền kéo rất thấp và độ giòn cao, do chứa lượng cementit. Đối với các loại gang graphit như gang xám, cầu, dẻo, mức độ tập trung ứng suất phụ thuộc vào hình dạng graphit: lớn nhất ở gang xám (graphit dạng tấm) và nhỏ nhất ở gang cầu (graphit dạng cầu tròn). Do vậy, gang cầu có độ bền cao nhất trong các loại gang. Graphit có ảnh hưởng lớn đến cơ tính của gang như: tăng khả năng chống mòn do ma sát, làm tắt rung động và dao động cộng hưởng.
Gang có tính giòn cao, chịu va đập kém. Tuy nhiên, gang có tính đúc tốt (do nhiệt độ nóng chảy thấp), độ chảy loãng cao, độ co ngót ít, dễ điền đầy vào khuôn, chịu nén rất tốt, đồng thời chịu tải trọng tĩnh khá tốt. Các loại gang graphit dễ gia công bằng các dụng cụ cắt gọt (do graphit trong gang làm phoi dễ gãy vụn).

## Công dụng
Các loại gang graphit được dùng phổ biến trong lĩnh vực chế tạo cơ khí và các lĩnh vực khác. Ví dụ, trong xe hơi, các chi tiết bằng gang có thể chiếm tới 50% khối lượng kim loại, còn trong các thiết bị và máy tĩnh tại, tỉ lệ này có thể lên tới 80%.
Gang được sử dung làm các chi tiết chịu tải trọng tĩnh và ít chịu va đập, các chi tiết chịu mài mòn, ma sát làm việc trong điều kiện khó bôi trơn. Các ví dụ chi tiết làm bằng gang bao gồm: bệ máy, vỏ máy, thân máy, hộp máy, bánh đai, bánh đà, hộp số, xi lanh động cơ, vòng bạc piston...

## Bảng so sánh các loại gang
| Tên                                  | Thành phần cấu tạo danh nghĩa [% theo khối lượng] | Giới hạn chảy [[Đơn vị: ksi, với 0.2% sai số] | Độ bền kéo [Đơn vị: ksi] | Độ dãn dài [%] | Độ cứng HB [Thang đo Brinell] | Ứng dụng                                                     |
| ------------------------------------ | ------------------------------------------------- | --------------------------------------------- | ------------------------ | -------------- | ----------------------------- | ------------------------------------------------------------ |
| Gang xám (Gray cast iron - ASTM A48) | C 3.4, Si 1.8, Mn 0.5                             | —                                             | 50                       | 0.5            | 260                           | Động cơ đốt trong, xilanh, bánh đà, hộp số, bệ máy, chân đế  |
| Gang trắng (White cast iron)         | C 3.4, Si 0.7, Mn 0.6                             | —                                             | 25                       | 0              | 450                           | Bề mặt vòng bi, bạc đạn                                      |
| Gang dẻo (Malleable iron - ASTM A47) | C 2.5, Si 1.0, Mn 0.55                            | 33                                            | 52                       | 12             | 130                           | Vòng bi trục, bánh đai, trục khuỷu xe hơi                    |
| Gang cầu (Ductile iron)              | C 3.4, P 0.1, Mn 0.4, Ni 1.0, Mg 0.06             | 53                                            | 70                       | 18             | 170                           | Bánh răng, trục cam, trục khuỷu                              |
| Gang cầu (Ductile iron - ASTM A339)  | —                                                 | 108                                           | 135                      | 5              | 310                           | —                                                            |
| Gang Niken cứng Loại 2               | C 2.7, Si 0.6, Mn 0.5, Ni 4.5, Cr 2.0             | —                                             | 55                       | —              | 550                           | Những thiết bị cơ khí cần độ bền cao                         |
| Gang Niken chịu nhiệt Loại 2         | C 3.0, Si 2.0, Mn 1.0, Ni 20.0, Cr 2.5            | —                                             | 27                       | 2              | 140                           | Những thiết bị cơ khí cần khả năng chịu nhiệt và chịu ăn mòn |

## Chú giải
1. ↑  carbide. Trong hợp kim gang, cementit là tên thường được sử dụng hơn
2. ↑  Tiếng Anh: Trước cùng tinh - hypoeutectic; cùng tinh - eutectic; sau cùng tinh - hypereutectic
3. ↑  Tiếng Anh: ferrit - ferrite; peclit - pearlite
4. ↑  Compacted Graphite Iron, Vermicular Graphite Iron, Compacted Vermicular
5. ↑  Tiếng Anh: graphite-forming elements và cementite-forming elements
6. ↑  Khử oxy trong hợp kim, tiếng Anh: deoxidize